# Londyn jest cool
Londyn jest cool (ang. Winning London) – amerykański film komediowy z 2001 roku. W głównych rolach wystąpiły bliźniaczki Olsen.
Bliźniaczki Chloe i Riley jadą do Londynu na konferencję ONZ. Jednak nie jest to zwykły wyjazd, ale podróż pełna przygód.

## Obsada
- Mary-Kate Olsen – Chloe
- Ashley Olsen – Riley
- Brandon Tyler – Brian
- Jesse Spencer – James Browning